# Musée de l'hélicoptère de Bückeburg
Le musée de l'hélicoptère de Bückeburg (Hubschraubermuseum Bückeburg) est le plus grand musée de l'hélicoptère allemand, il est situé dans la ville de Bückeburg dont le château abrite une collection importante d'appareils.
Inspiré par sa formation accomplie aux États-Unis, le pilote d’hélicoptère Werner Noltemeyer commença dès 1957 à rassembler tout ce qui avait trait à la technique du vol vertical. Sa collection fut le point de départ du musée actuel faisant le tour de l’histoire et de la technique de l'hélicoptère, de ses tout débuts à aujourd’hui. Les collections étaient exposées jusqu’en 1970 dans une caserne et n’étaient accessibles qu’aux militaires et à de rares invités. Lors du déménagement dans le château « Burgmannshof » fut créée l’association des amis du musée (Förderverein Hubschrauberzentrum e. V.) chargée de gérer les collections et de les mettre à la disposition du public.
En 1980 fut construit un grand hall d’exposition. Sur ses 2 000 m2, on peut voir 40 appareils, hélicoptères et giravions, de différentes époques et de nombreux éléments (moteurs et boîtes de transmission) ainsi qu’une grande quantité de maquettes. Les archives présentent des photos, des films et d’autres documents sur les technologies relatives à l’hélicoptère.